# Мацошин-Дужи
Мацошин-Дужи (пол. Macoszyn Duży) — село в Польщі, у гміні Воля-Угруська Володавського повіту Люблінського воєводства. Населення — 113 осіб (2011).

## Історія
За даними етнографічної експедиції 1869—1870 років під керівництвом Павла Чубинського, у селі переважно проживали греко-католики, які розмовляли українською мовою.
У 1975—1998 роках село належало до Холмського воєводства.

## Демографія
Демографічна структура станом на 31 березня 2011 року:
|          | Загалом | Допрацездатний вік | Працездатний вік | Постпрацездатний вік |
| -------- | ------- | ------------------ | ---------------- | -------------------- |
| Чоловіки | 60      | 12                 | 43               | 5                    |
| Жінки    | 53      | 5                  | 35               | 13                   |
| Разом    | 113     | 17                 | 78               | 18                   |